# George Ryall
George Ryall (Portishead, 26 september 1958) is een Engelse golfprofessional die tegenwoordig op de Europese Senior Tour speelt.
George Ryall werd in 1988 professional en geeft de laatste jaren les op The Players Club in Bristol.
Toen zijn 50ste verjaardag naderde begon hij zich voor te bereiden op de Europese Senior Tour. Zijn coach is John P Morgan (1943), zelf voormalig speler op de Europese PGA Tour en winnaar van het Jersey Open in 1986.
In 2007 speelde hij in de PGA Cup en won al zijn vier partijen. Bij zijn eerste poging op de Tourschool in 2008 slaagde Ryall erin op de 16de plaats te eindigen en een spelerskaart te bemachtigen voor de Senior Tour van 2009. Hij won in 2009 ook twee Pro-Ams en kwalificeerde zich voor het WK Matchplay op Wentworth.
In 2010 won hij het Van Lanschot Open op de Koninklijke Haagsche Golf & Country Club met een score van 72-68-66=206 {-10). In vier jaar is hij de eerste niet geplaatste speler die een toernooi wint. Hij mocht meespelen omdat hij de week ervoor in Bad Ragaz op de vijfde plaats was geëindigd.

## Gewonnen

#### Challenge Tour
- 1991: 2de Perrier Pro-Am op Bercuit

#### Europese Senior Tour
- 2010: Van Lanschot Senior Open

## Teams
- PGA Cup: 2007